# Давід Аффенгрубер
Давід Аффенгрубер (нім. David Affengruber, нар. 19 березня 2001, Шайбс) — австрійський футболіст, захисник клубу «Штурм» (Грац).

## Ігрова кар'єра
Народився 19 березня 2001 року в місті Шайбс. Вихованець футбольної школи клубу «Ред Булл». З 2019 року став виступати за резервну команду «Ліферінг», в якій провів два сезони, взявши участь у 51 матчі Другої ліги. Більшість часу, проведеного у складі «Ліферінга», був основним гравцем захисту команди.
30 січня 2021 року в матчі проти «Гартберга» (3:0) він дебютував в австрійській Бундеслізі за «Ред Булл», а вже у лютому підписав контракт до травня 2022 року. У своєму дебютному сезоні він став чемпіоном Австрії та завоював національний кубок, втім закріпитись в команді не зумів, зігравши лише 6 ігор в усіх турнірах.
Влітку 2021 року Аффенгрубер перейшов у «Штурм» (Грац). 23 липня у матчі проти свого колишнього клубу «Ред Булл» (1:3) він дебютував за нову команду. 1 серпня у поєдинку проти «Вольфсбергера» (4:1) Давід забив свій перший гол за «Штурм». Станом на 31 липня 2022 року відіграв за команду з Граца 31 матч в національному чемпіонаті.

## Виступи за збірну
У 2019—2020 роках виступав за юнацьку збірну Австрії до 19 років. З 2021 року став залучатись до складу молодіжної збірної Австрії. На молодіжному рівні зіграв у 6 офіційних матчах.

## Статистика виступів

### Статистика клубних виступів
Статистику оновлено на 30 вересня 2021 року.
| Сезон             | Команда           | Чемпіонат         | Чемпіонат | Чемпіонат | Національний кубок | Національний кубок | Національний кубок | Континентальні кубки | Континентальні кубки | Континентальні кубки | Інші змагання | Інші змагання | Інші змагання | Усього | Усього | Усього |
| Сезон             | Команда           | Ліга              | Ігор      | Голів     | Ліга               | Ігор               | Голів              | Ліга                 | Ігор                 | Голів                | Ліга          | Ігор          | Голів         | Ігор   | Голів  |        |
| ----------------- | ----------------- | ----------------- | --------- | --------- | ------------------ | ------------------ | ------------------ | -------------------- | -------------------- | -------------------- | ------------- | ------------- | ------------- | ------ | ------ | ------ |
| 2019–20           | «Ліферінг»        | 2Л (ІІ)           | 28        | 2         |                    | -                  | -                  |                      | -                    | -                    |               | -             | -             | 28     | 2      |        |
| 2020–21           | «Ліферінг»        | 2Л (ІІ)           | 23        | 3         |                    | -                  | -                  |                      | -                    | -                    |               | -             | -             | 23     | 3      |        |
| 2020–21           | «Ред Булл»        | БЛ                | 5         | 0         | КА                 | 1                  | 0                  |                      | -                    | -                    |               | -             | -             | 6      | 0      |        |
| 2021–22           | «Штурм» (Грац)    | БЛ                | 9         | 1         | КА                 | 2                  | 1                  | ЛЄ                   | 4                    | 0                    |               | -             | -             | 15     | 2      |        |
| Усього за кар'єру | Усього за кар'єру | Усього за кар'єру | 65        | 6         |                    | 3                  | 1                  |                      | 4                    | 0                    |               | -             | -             | 72     | 7      |        |

## Титули і досягнення
- Чемпіон Австрії (2):

«Ред Булл»: 2020/21
«Штурм»: 2023/24
- Володар Кубка Австрії (3):

«Ред Булл»: 2020/21
«Штурм»: 2022/23, 2023/24